# Diospyros saxicola
Diospyros saxicola är en tvåhjärtbladig växtart som beskrevs av Ru Huai Miao. Diospyros saxicola ingår i släktet Diospyros och familjen Ebenaceae. Inga underarter finns listade i Catalogue of Life.